# Пронск
Пронск — посёлок городского типа (бывший город) в Рязанской области России. Административный центр Пронского района.

## География
Посёлок расположен на реке Прони (приток Оки), в 69 км к югу от Рязани. Расстояние до ближайшей железнодорожной станции Хрущёво — 25 км.

## История
Поселения на месте нынешнего Пронска появились в начале железного века. Пронское городище являлось носителем городецкой культуры (культура городищ «рогожной керамики»). Археологи В. А. Мальм и М. В. Фехнер считают, что древнейший славянский слой городища относится к XII веку и не содержит находок XI века. Пронский кремль стоял на высоком мысе левого берега Прони близ впадения в неё реки Пралии. Ныне это место называется Покровский бугор.
Пронск впервые упоминается в 1131 году в Никоновской летописи.

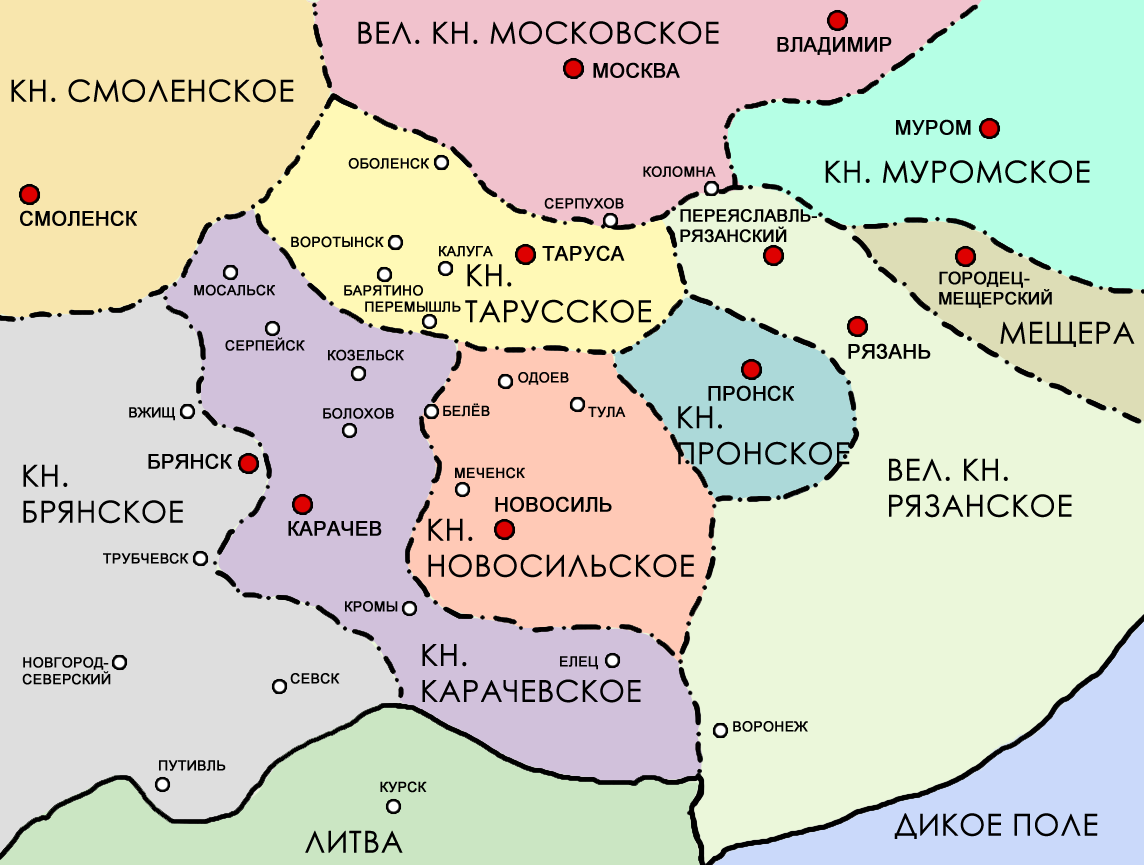
Пронское княжество в XIII—XIV веках

Пронск был центром удельного Пронского княжества. 16—17 декабря 1237 года Пронск был взят монголами.
В 1460—1470-х годах Пронск был присоединён к Рязанскому княжеству, в его составе он был присоединён к Московскому княжеству в 1520 году.
В 1536 году в Пронске под руководством Петрока Малого (Фрязина) построена земляная крепость.
В 1565 году, после того как царь Иван Грозный разделил Русское государство на опричнину и земщину, город вошёл в состав последней.
С 1708 года — в Московской губернии, с 1778 года — уездный город Пронского уезда Рязанского наместничества, с 1796 года — Рязанской губернии.
В 1926 году Пронск утратил статус города.
В 1958 году за Пронском был утверждён статус посёлка городского типа.

## Население
| 1859  | 1897  | 1906  | 1926  | 1939  | 1959  | 1970  |
| ----- | ----- | ----- | ----- | ----- | ----- | ----- |
| 2020  | ↗7907 | ↘3247 | ↘1465 | ↗1986 | ↗3449 | ↗4980 |
| 1979  | 1989  | 2002  | 2009  | 2010  | 2012  | 2013  |
| ↘4749 | ↗5105 | ↘4330 | ↘4303 | ↘3943 | ↗4190 | ↗4471 |
| 2014  | 2015  | 2016  | 2017  | 2018  | 2019  | 2020  |
| ↗4620 | ↗4818 | ↗4854 | ↘4813 | ↘4640 | ↘4493 | ↘4420 |
| 2021  | 2023  |       |       |       |       |       |
| ↗4753 | ↗4757 |       |       |       |       |       |

## Инфраструктура
- Детский сад
- Средняя общеобразовательная школа
- Архангельская школа-интернат. Здание Архангельской школы-интерната построено в 1890 году. Ранее в нём находился детский дом, после его перевода в посёлок Солотчу Рязанского района, в 1976 году открыли коррекционную школу-интернат VIII вида. Находится школа-интернат в прилежащей к Пронску слободе — Архангельская (приход церкви «Михаила Архангела») от этого и происходит название интерната[32].
- Детская музыкальная школа имени К. Б. Птицы
- Районный дом культуры
- Центральная районная библиотека
- Краеведческий музей. Расположен в здании бывшего уездного училища (1787), являющемся памятником истории и культуры. Здесь учились такие известные люди, как Василий Головнин, Пётр Боклевский, Клавдий Птица. Экспозиция музея, расположенная в пяти залах, рассказывает об истории Пронска с древнейших времён до наших дней, о знаменитых земляках, среди которых русский учёный Иван Мичурин.

## Экономика
Основными экономически важными объектами посёлка Пронск являются: электромеханический, молочный заводы, а также Пронский совхоз. На данный момент роль этих предприятий невелика — после распада СССР они потеряли былое значение. В прошлом существовало ещё несколько хозяйств занимающихся животноводством, в основном разведением свиней различных пород. Сейчас они полностью разорены и запущены.
Электромеханический завод
Электромеханический завод в советские времена был одним из крупнейших предприятий Пронского района.
Завод выполнял градообразующие функции — обслуживание канализационной сети, содержание и профилактика котельной. Большинство жителей Пронска и близлежащих населённых пунктов были работниками электромеханического завода. Основной продукцией были малогабаритные насосы (т. н. «гномы»).
К середине 1990-х годов предприятие практически прекратило свою деятельность. На данный момент на заводе продолжается вялотекущее производство.
Молочный завод
До последнего времени в Пронске на базе молочного завода содержалось достаточно большое поголовье крупного рогатого скота. Продукция Пронского молзавода распространялась в основном по району, но на прилавках Рязанской области тоже была представлена. Сейчас поголовье коров значительно сократилось, а вместе с ним и производство.

## Средства массовой информации

#### Телевидение
20 декабря 2013 год в Рязанской области начал вещание 1 мультиплекс эфирного цифрового телевидения: «Первый канал», «Россия 1» / «ГТРК ОКА», «Матч ТВ», «НТВ», «Пятый канал», «Россия К», «Россия 24» / «ГТРК ОКА», «Карусель», «ОТР» / «ТКР», «ТВЦ».
29 декабря 2014 в Рязанской области начал вещание 2 мультиплекс цифрового телевидения России: «РЕН ТВ», «Спас», «СТС», «Домашний», «ТВ-3», «Пятница!», «Звезда», «Мир», «ТНТ», «Муз-ТВ».

#### Радиостанции
- 89.7 FM — Радио Русский Хит
- 99.3 МГц — ТКР FM
- 100.5 МГц — Радио МИР
- 101.7 МГц — Радио России / Радио Рязани

## Люди, связанные с посёлком
- Грузинцева Анна Петровна (1933—2021) — почётный гражданин Пронского района, почётный гражданин рабочего посёлка Пронск, директор Пронского народного краеведческого музея[33]

## Русская православная церковь
- Спасо-Преображенский Пронский мужской монастырь, около 1600 года.
- Церковь Благовещения Пресвятой Богородицы, 1769 год.
- Церковь Михаила Архангела, 1816 год. Построена на месте деревянного храма XVII века. По сообщениям краеведов, это один из немногих храмов Рязанской области, который не закрывался в советский период[34].
- Церковь Николая Чудотворца, около 1880 года.

## Достопримечательности
- Пронский кремль
- Памятник Ивану Мичурину.

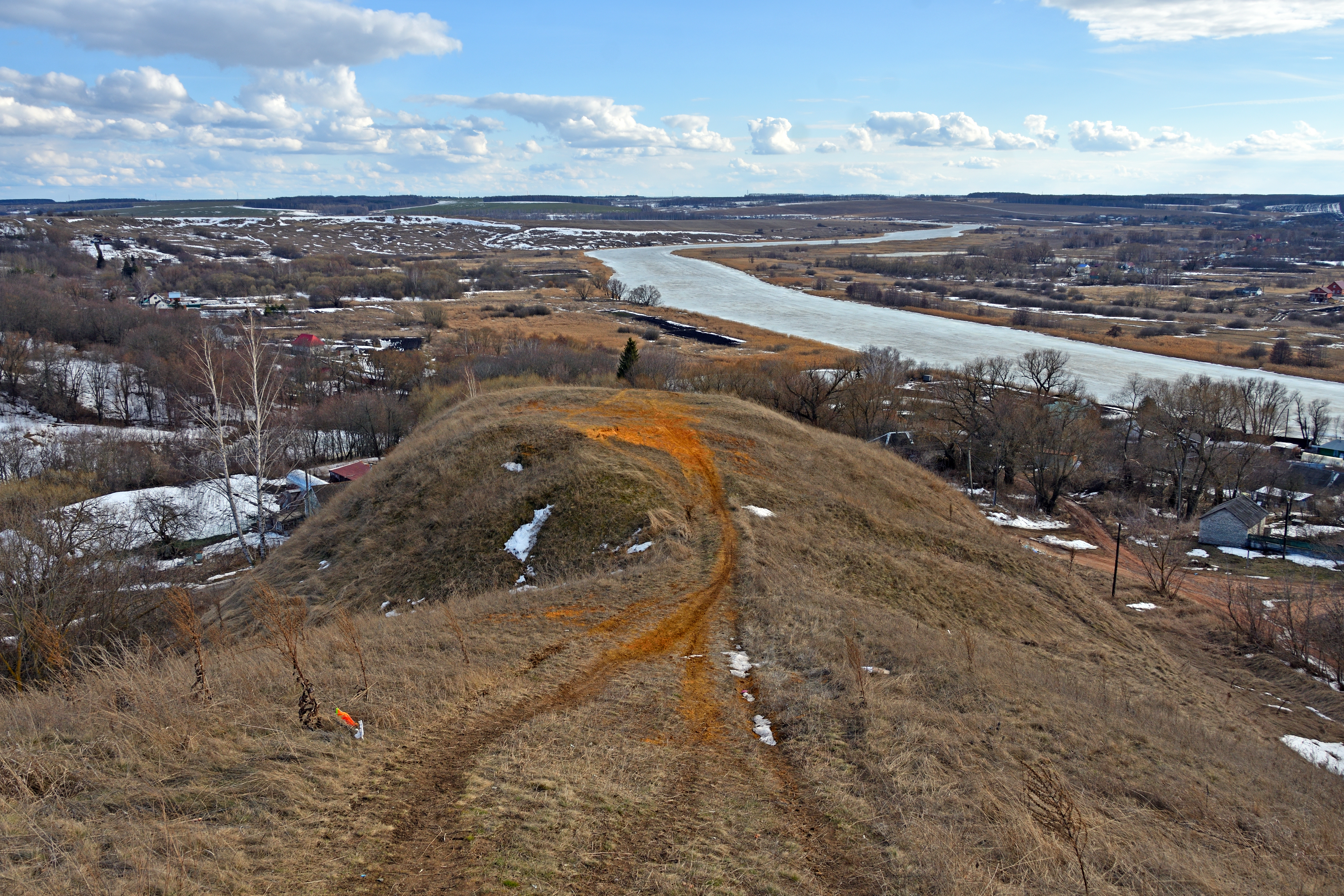
Пронское городище

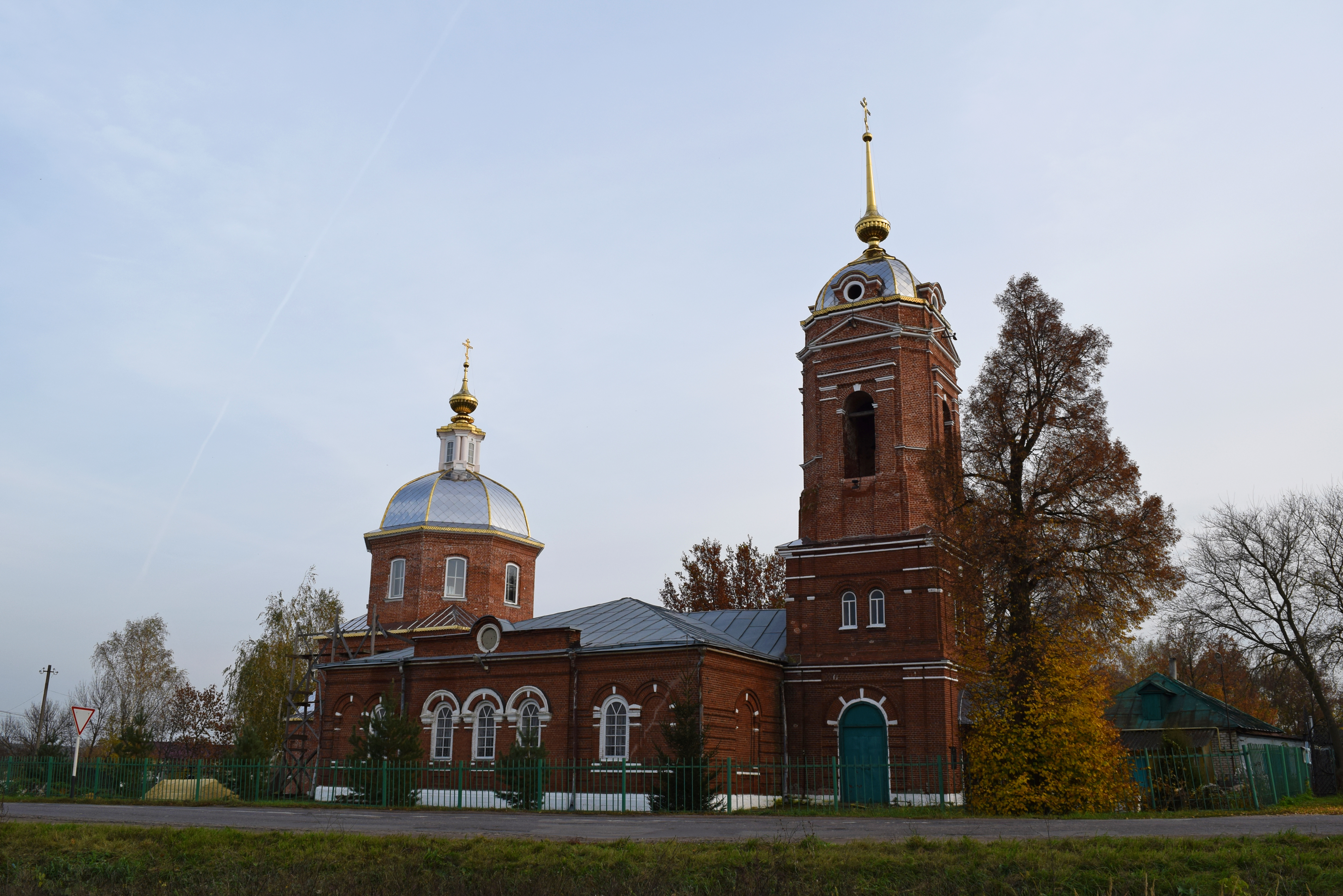
Церковь Михаила Архангела

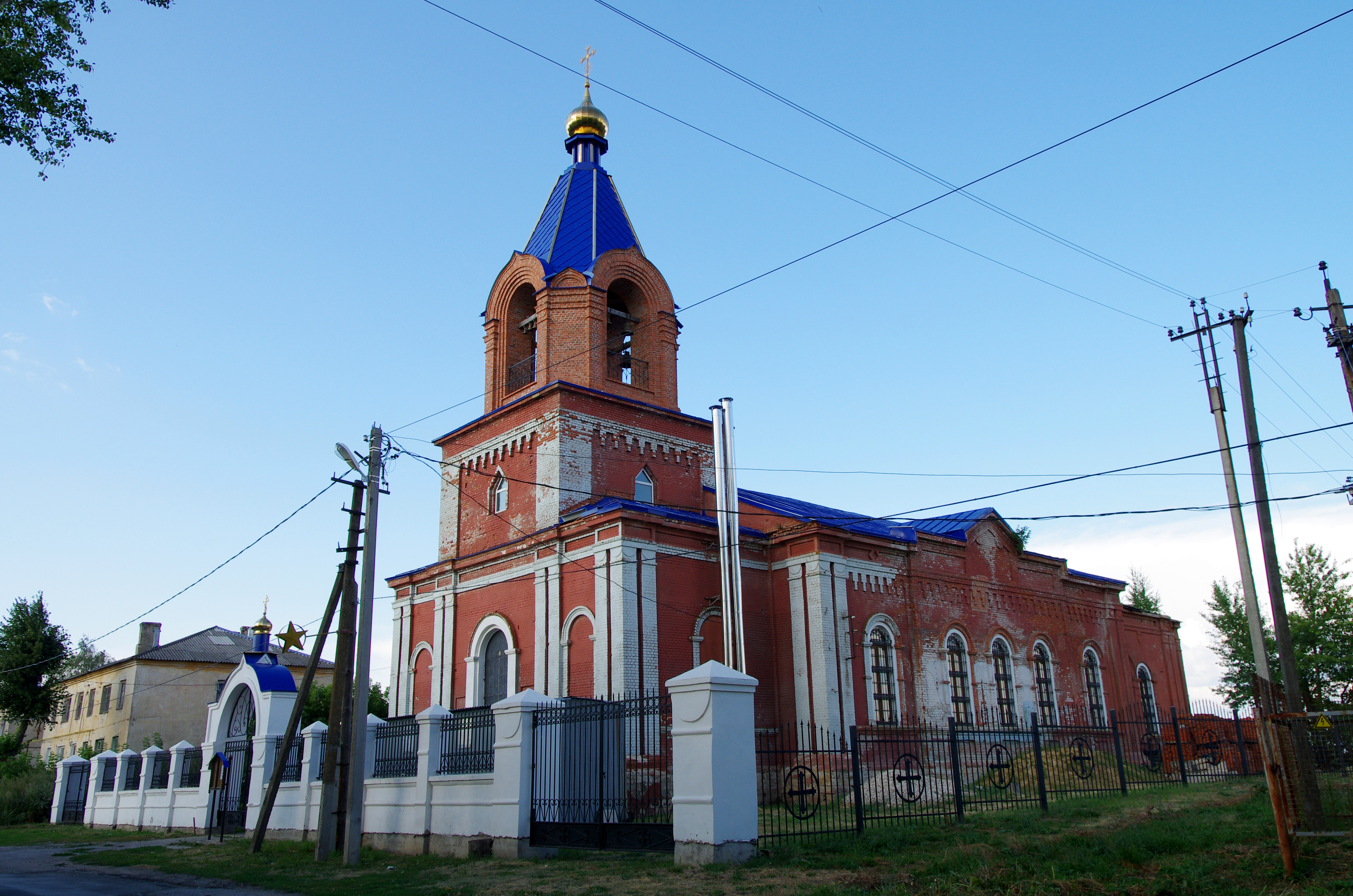
Церковь Благовещения Пресвятой Богородицы

- Археологический памятник «Гора Гневна». Близ Пронска, на высоком мысообразном холме при впадении реки Пралии в реку Проню находится городище эпохи железного века (городецкая культура), сменённое на рубеже XI—XII веков славянским посёлком и сопутствующим ему могильником. Здесь обнаружены остатки наземных жилищ с глинобитными печами, масса древнерусской гончарной керамики, наконечники стрел, ножи. Вскрыты также следы железоделательного и меднолитейного производств[35].
- Родник-источник. Святой источник родниковой воды оборудован купальней, рядом находится часовня.